# Wetenschappelijke fotografie

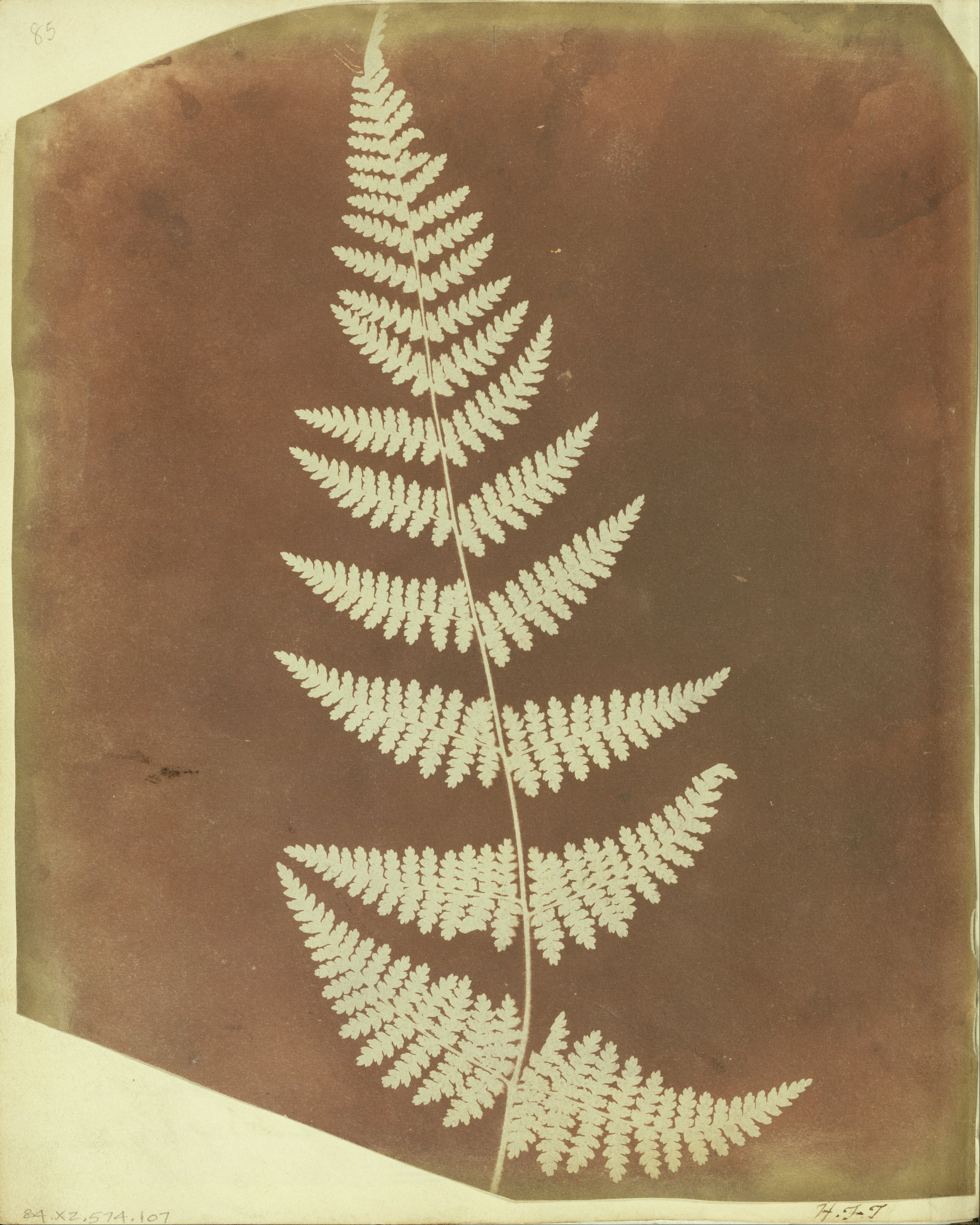
William Henry Fox Talbot: 'niervaren' (1839, negatief)

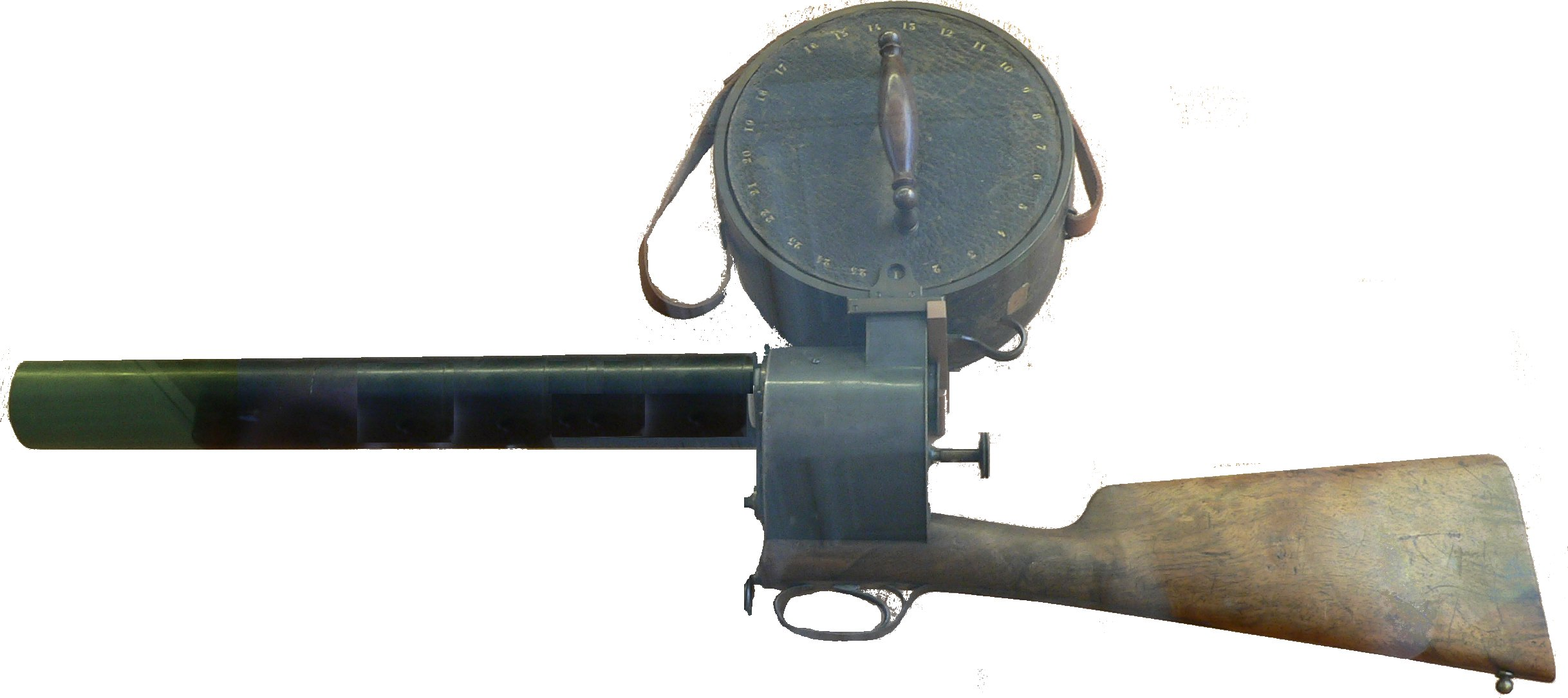
Chronofotografisch geweer van Étienne-Jules Marey

Wetenschappelijke fotografie is fotografie die ten dienste staat van wetenschappelijk onderzoek of documentatie. De beelden die hieruit voorkomen worden met name gebruikt voor kennisrepresentatie. Fotografie zelf wordt zelf niet gezien als een wetenschap, maar als een techniek. De wetenschappelijke fotografie kan door haar focus op het objectiveren worden gezien als de tegenhanger van de meer subjectieve kunstfotografie.

## Geschiedenis en toepassingsgebieden
In de begindagen van de fotografie werden de mogelijkheden en grenzen van dit nieuwe medium ontdekt. Daarbij bood het medium de mogelijkheid om daarvoor onzichtbare zaken te visualiseren. Met name de mogelijkheden van de optica en het licht werden toen onderzocht. Pioniers uit deze periode zijn bijvoorbeeld Louis Pierre Rousseau (1807-1876), Achille Devéria (1800-1857) en de broers Louis-Auguste Bisson (1814–1876) en Auguste-Rosalie Bisson (1826–1900).
Pioniers in de wetenschappelijke fotografie binnen de natuurkundige documentatie waren bijvoorbeeld James Deane (1801-1858) die fossielen fotografeerde, Edward Steichen (1879-1973) die foto's van bloemen en planten maakte en de gebroeders Richard (1862-1928) en Cherry Kearton (1871–1940) die talrijke boeken over de natuurlijke historie schreven.
De microfotografie toont de microkosmos met een grote mate van precisie. De Britse fotograaf William Fox Talbot gaf reeds in 1839 zijn photographic drawings uit met foto's van kristallen, planten en insectenvleugels. Zijn landgenoot James Glaisher vervaardigde reeds in 1855 afbeeldingen van sneeuwvlokken.
De astrofotografie toont de macrokosmos ook aan de mensen zonder telescoop. Reeds in 1840 wist John William Draper (1811-1882) de Maan te fotograferen. In 1845 maakten Léon Foucault (1819-1868) en Hippolyte Fizeau (1819-1896) voor het eerst opnamen van zonnevlekken. Andere pioniers op dit gebied waren John Adams Whipple (1822-1891), George Phillips Bond (1825-1865), Warren De la Rue (1815-1889) en Lewis Morris Rutherfurd (1816-1892).
De chronofotografie maakt het mogelijk om beelden vast te leggen die niet waarneembaar zijn voor het menselijk oog. Er werden bijvoorbeeld spectaculaire fotoseries van bewegingen ('seriefotografie') gemaakt door Eadweard Muybridge (1830-1904). Étienne-Jules Marey (1830-1904) vervaardigde hiertoe zelfs een chronofotografisch geweer. Een vroeg Duits voorbeeld was bijvoorbeeld Ottomar Anschütz (1846-1907).
Met behulp van flitser en stroboscoopflits wist Harold Eugene Edgerton (1903-1990) in de jaren 1930 een afgeschoten kogel in de lucht te vangen op beeld. Rond 1900 had Arthur Clive Banfield (1875-1965) al de levensloop van een melkdruppel op foto vast weten te leggen.
Félix Nadar (1820-1910) was in 1858 een pionier op het gebied van de luchtfotografie toen hij vanuit Parijs opsteeg met een grote luchtballon met ingebouwde donkere kamer om de foto's te ontwikkelen. Soortgelijke experimenten werden in 1860 in Boston uitgevoerd door James Wallace Black (1825-1896).
Tot een bredere visuele paradigmawisseling kwam het nadat in 1895 de röntgenstraling werd ontdekt en vanaf ongeveer 1896 fotografisch kon worden vastgelegd als Röntgenbeeld. Pioniers hierbij waren onder andere John Macintyre (1857-1928) en Arthur W. Wright.
In de psychiatrie nam de toepassing van fotografie een aanvang toen in 1852 Hugh Welch Diamond (1809-1886) het inzette als hulpmiddel bij het stellen van diagnoses. Iets wat Jean-Martin Charcot (1825-1893) rond 1884 op een soortgelijke manier deed in het Parijse Hôpital de la Salpêtrière.
Een grensgebied voor de wetenschappelijke fotografie wordt gevormd door de para-natuurkundige methode van de kirlianfotografie die rond 1939 werd ontwikkeld door Semjon Kirlian (1898–1978) en zijn vrouw Valentina Kirliana (?-1972). De precieze aanduiding hiervoor is 'hoogfrequente hoogspanningsfotografie'. De Kirlianfotografie is wetenschappelijk reproduceerbaar en werd in 1949 gepatenteerd.